# Michael E. Schlesinger
Michael Earl Schlesinger (geboren am 23. Februar 1943 in Los Angeles, Kalifornien; gestorben am 11. April 2018 in Champaign, Illinois) war ein amerikanischer Meteorologe und Professor für Atmosphärenwissenschaften sowie Direktor der „Climate Research Group“ an der University of Illinois at Urbana-Champaign, der sich intensiv mit den Veränderungen in der Ozonschicht und der globalen Erwärmung beschäftigte. Im Jahr 2007 erhielt er als Autor des Weltklimarats Intergovernmental Panel on Climate Change gemeinsam mit Al Gore den Friedensnobelpreis für seine Beiträge zum Klimawandel.

## Leben
Schlesinger war der Sohn von Samuel Schlesinger und dessen Frau Beryl (geborene Robinson). Er machte im Jahr 1965 zunächst seinen Bachelorabschluss und 1970 seinen Master of Science an der University of California in Los Angeles (UCLA). Anschließend studierte er Meteorologie und promovierte 1976 mit einer Abhandlung mit dem Titel A numerical simulation of the general circulation of atmospheric ozone zum Doktor der Philosophie. Er galt als Experte für die Erstellung von Klimamodellen und für Simulationen und Analysen zum Klimawandel. So beschäftigte er sich mit Klimaereignissen der geologischen Vergangenheit, um daraus Szenarien für die Zukunft abzuleiten oder zu verstehen, wie sich die erhöhten Konzentrationen von Treibhausgasen oder die vom Menschen hergestellten Aerosole auf diese Entwicklung auswirken.
Schlesinger war seit 1989 Professor am Department of Atmospheric Sciences der University of Illinois at Urbana-Champaign. Zuvor war er von 1964 bis 1966 als Ingenieur bei unterschiedlichen Firmen tätig. 1966 wurde er Research Assistant am UCLA Institute of Transportation and Traffic Engineering und 1967 bis 1969 an der UCLA School of Engineering and Applied Sciences. Von 1971 bis 1974 war er Research Assistant am UCLA Department of Meteorology und 1973 bis 1976 Resident Consultant für das Climate Dynamics Program in Rand, Santa Monica. 1979 bis 1981 war er zudem als Experte in der National Aeronautics and Space Administration in Washington, D.C. Daneben war er in den Jahren 1976 bis 1989 Assistenzprofessor am Department of Atmospheric Sciences der Oregon State University.
1998 wurde er zum Mitglied der Academia Europaea gewählt.
Familie

Schlesinger war zweimal verheiratet und hatte mehrere Kinder und Enkelkinder. Seinen Eltern, die zweite Ehefrau sowie sein Bruder sind vor ihm verstorben. Er starb an einem Herzinfarkt.

## Friedensnobelpreis 2007
Für Al Gore und das Intergovernmental Panel on Climate Change (IPCC ‚Zwischenstaatliche Gremium für Klimaveränderungen‘)

“The 2007 Nobel Peace Prize was awarded jointly to Al Gore and to the Intergovernmental Panel on Climate Change (IPCC) for their efforts in building and disseminating greater knowledge about man-made climate change, and to lay the foundations for the measures needed to counteract that change. […]
Donald Wuebbles and Michael Schlesinger were recognized by special certificate by the IPCC for their leadership roles in the work.”

„Der Friedensnobelpreis 2007 wurde gemeinsam an Al Gore und das Zwischenstaatliche Gremium für Klimawandel (IPCC) vergeben, für ihre Bemühungen um den Aufbau und die Verbreitung von mehr Wissen über den vom Menschen verursachten Klimawandel und die Grundlagen für die Maßnahmen, die erforderlich sind, um der Veränderung entgegenzuwirken. […]
Donald Wuebbles und Michael Schlesinger wurden vom IPCC für ihre Führungsrolle in der Arbeit durch ein spezielles Zertifikat hervorgehoben.“

## Publikationen (Auswahl)
- A numerical simulation of the general circulation of atmospheric ozone. Los Angeles 1976, bibcode:1976PhDT........83S (Hochschulschrift).
- mit Yale Mintz: Numerical Simulation of Ozone Production, Transport and Distribution with a Global Atmospheric General Circulation Model. In: Journal of the Atmospheric Sciences. Band 36, Nr. 7, 1979, ISSN 0022-4928, S. 1325–1361, doi:10.1175/1520-0469(1979)0362.0.CO;2.
- mit Zong-ci Zhao: Seasonal Climatic Changes Induced by Doubled CO 2 as Simulated by the OSU Atmospheric GCM/Mixed-Layer Ocean Model. In: Journal of Climate. Band 2, Nr. 5, 1989, S. 459–495, JSTOR:26195929.
- Climate-ocean interaction. Hrsg.: North Atlantic Treaty Organization, Commission of the European Communities. Kluwer Academic Publishers, Dordrecht / Norwell, MA 1990, ISBN 0-7923-0859-X.
- mit Navin Ramankutty: An oscillation in the global climate system of period 65–70 years. In: Nature. Band 367, Nr. 6465, 24. Februar 1994, S. 723–726, doi:10.1038/367723a0.
- Human-induced climate change : an interdisciplinary assessment. Cambridge University Press, Cambridge 2007, ISBN 978-0-511-36391-7, doi:10.1017/CBO9780511619472.